# Хадер, Насер
Насер Хадер (дат. Naser Khader, араб. ناصر خضر‎) (род. 1 июля 1963) — депутат датского парламента от Либерального альянса. До 7 мая 2007 г. представлял Социал-либеральную партию. Является ведущим датским политиком, отстаивающим мирное сосуществование демократии и ислама, учредил новое движение «Умеренные мусульмане» (позднее переименованное в «Демократические мусульмане в Дании») после скандала с карикатурами в датской газете на пророка Мухаммеда.
На парламентских выборах 13 ноября 2007 года Либеральный альянс, к которому принадлежал Хадер, завоевал 5 мест.

## Биография

### Детство
Сын отца-палестинца и матери-сирийки. Вырос в маленьком сельскохозяйственном посёлке около Дамаска. Как палестинский беженец, его отец испытывал затруднения с получением работы в Сирии, и хотя они проживали в деревне его жены, последнюю нередко называли «женой иностранца».
Получил своё имя в честь египетского президента Г. А. Насера, однако в латинской передаче имя нередко произносят «Назер», поскольку s между гласными во многих европейских языках произносят как «з». Отец эмигрировал в Европу в 1960-е гг. в поисках работы. Сам Насер переехал к отцу только в 1974 г. и поселился в квартире в центре Копенгагена. Окончил гимназию Рюсенстеен в 1983 году.

### Угрозы убийством
Когда стало известно, что Ахмед Аккари, представитель группы датских имамов, отправившихся в поездку по странам Ближнего востока с целью найти поддержку в скандале с карикатурами, заявил «…если Хадер станет министром интеграции, не найдётся ли кто-нибудь, кто бы послал двух парней взорвать его самого и его министерство?…»,  Насер Хадер заявил, что ему придётся подумать о том, продолжать или нет его политическую деятельность. Когда позднее Аккари спросили по поводу его заявления, последний сказал, что «пошутил». Позднее, 1 апреля 2006 г., Хадер объявил, что возвращается в политику.

### Отношения с журналистами
Хадер имеет хорошие отношения со многими известными политическими комментаторами и журналистами. В частности, он дружит с бывшими пресс-секретарями премьер-министра Дании А. Ф. Расмуссена, а также с нынешним пресс-секретарём Михаэлем Ульвеманом. В документальной передаче о скандале с карикатурами на Пророка Насер в дискуссии с политическим комментатором Хенриком Квортрупом (dk:Henrik Qvortrup воскликнул: «я бы не давал этому идиоту больше ни минуты телевизионного времени» (слово «идиот» относилось к Ахмеду Аккари). Позднее Хадер пытался не допустить эти кадры на телевидение.
Во время кампании в 2007 г. перед выборами в датский парламент Квортруп опубликовал в своём таблоиде Se og Hør («Смотри и слушай») статью с обвинением Хадера в уклонении от налогов. Согласно статье, несколько гастарбайтеров незаконно работали в частном доме Хадера. В ответ Хадер назвал Квортрупа «свиньёй» и отказался комментировать статью. Вскоре он выразил сожаление об использовании этого слова. По утверждениям Хадера, у него есть документы в доказательство того, что всё было легально, и пригрозил подать в суд на журнал за клевету, однако позднее отказался от этой угрозы после консультаций со своим адвокатом, вместо этого он пожаловался в Совет прессы Дании. Квортруп, с его стороны, продолжает утверждать, что статья основана на подлинных фактах.

### Новая политическая партия
Ранее Хадер состоял членом Социально-либеральной партии (известной также под названием Радикальная Венстре), однако вышел из партии 7 мая 2007 в связи с тем, что создал свою собственную, Либеральный альянс.
По словам Хадера, цель партии состоит в противовесе влиянию националистической и антииммигрантской Датской народной партии, чтобы стать реальной центристской партией в датской политике, поскольку, по его мнению, социально-либеральная партия больше не справляется с этой ролью.
На парламентских выборах 13 ноября 2007 года партия Хадера завоевала 5 мест в парламенте.

## Религиозные взгляды
Хадер является одним из основателей организации «Демократические мусульмане» (ранее — «Умеренные мусульмане), которая поддерживает умеренные формы ислама, критикуя «мусульманский фанатизм» и исламизм с позиций либерального ислама. В 2023 году Хадер перешёл в христианство и принял решение стать священником Церкви Дании.